# Dino De Antoni
Dino De Antoni (Chioggia, 12 luglio 1936 – Gorizia, 22 marzo 2019) è stato un arcivescovo cattolico italiano.

## Biografia
Nacque a Chioggia, sede vescovile in provincia di Venezia, il 12 luglio 1936; era l'ultimogenito di dodici figli.

### Formazione e ministero sacerdotale
Frequentò gli studi umanistici e teologici presso il seminario diocesano di Chioggia.
Il 23 ottobre 1960 fu ordinato presbitero.
Conseguì la laurea in diritto canonico presso la Pontificia Università Lateranense.
Dopo l'ordinazione fu insegnante nel locale seminario; nel 1963 fu nominato cappellano dei pescatori e nel 1964 vicerettore del seminario. Dal 1967 fu parroco a Dolfina, frazione di Cavarzere, e dal 1971 canonico penitenziere. Nel 1976 diventò promotore di giustizia del tribunale ecclesiastico diocesano e di quello regionale Triveneto e membro del Consiglio presbiterale diocesano. Dal 1977 fu vicario episcopale per l'apostolato dei laici e assistente diocesano di Azione Cattolica.
Nel 1981 divenne arciprete della cattedrale di Chioggia; nel 1988 fu chiamato dal vescovo Sennen Corrà a ricoprire l'ufficio di vicario generale della diocesi di Chioggia; fu confermato nell'incarico anche dai vescovi Alfredo Magarotto e Angelo Daniel. Ricoprì l'incarico di amministratore diocesano di Chioggia nel 1989 e 1997.

### Ministero episcopale
Il 2 giugno 1999 papa Giovanni Paolo II lo nominò arcivescovo metropolita di Gorizia; succedette ad Antonio Vitale Bommarco, dimessosi per raggiunti limiti di età. Il 15 settembre dello stesso anno ricevette l'ordinazione episcopale, nella cattedrale di Chioggia, dal vescovo Angelo Daniel, co-consacranti l'arcivescovo Antonio Vitale Bommarco e il vescovo Alfredo Magarotto, alla presenza di 18 vescovi ed oltre 200 sacerdoti concelebranti. Il 26 settembre 1999 prese possesso canonico dell'arcidiocesi di Gorizia, mentre il 29 giugno 2000 ricevette il pallio dalle mani di papa Giovanni Paolo II in piazza San Pietro.
Fu assistente spirituale della sezione triveneta dell'UNITALSI e membro del consiglio di amministrazione della fondazione di religione "Santi Francesco d'Assisi e Caterina da Siena" della Conferenza Episcopale Italiana.
Il 18 aprile 2002, alla presenza del cardinale Marco Cé, patriarca di Venezia, aprì le celebrazioni per i 250 anni dall'erezione dell'arcidiocesi di Gorizia, durante i quali fu curata la prima mostra completa del Tesoro di Aquileia.
Dal 2004 al 2006 svolse la visita pastorale in tutte le parrocchie dell'arcidiocesi di Gorizia.
Nei giorni 18, 22 e 27 settembre 2009 ricevette gli onori dalle autorità civili e militari e dell'episcopato regionale in occasione del decennale del suo solenne ingresso nell'arcidiocesi.
Dal 13 settembre 2011 al 29 maggio 2012 fu presidente della Conferenza episcopale triveneta, in sostituzione del cardinale Angelo Scola, già patriarca di Venezia, nominato arcivescovo di Milano. In tale veste, dal 13 al 15 aprile 2012, presiedette i lavori del Convegno ecclesiale "Aquileia 2" nelle città di Grado e Aquileia alla presenza dell'episcopato triveneto.
Il 28 giugno 2012 papa Benedetto XVI accolse la sua rinuncia, presentata per raggiunti limiti d'età, al governo pastorale dell'arcidiocesi di Gorizia; gli succedette Carlo Roberto Maria Redaelli, fino ad allora vescovo ausiliare di Milano. Rimase amministratore apostolico dell'arcidiocesi fino all'ingresso del successore, avvenuto il 14 ottobre seguente.
Morì il 22 marzo 2019, all'età di 82 anni, nella sua abitazione di Gorizia, dopo una lunga malattia. Dopo i funerali, celebrati il 25 marzo dall'arcivescovo Carlo Redaelli nella chiesa del Sacro Cuore a Gorizia, fu sepolto nella cripta della cattedrale dei Santi Ilario e Taziano.

## Genealogia episcopale
La genealogia episcopale è:
- Cardinale Scipione Rebiba
- Cardinale Giulio Antonio Santori
- Cardinale Girolamo Bernerio, O.P.
- Arcivescovo Galeazzo Sanvitale
- Cardinale Ludovico Ludovisi
- Cardinale Luigi Caetani
- Cardinale Ulderico Carpegna
- Cardinale Paluzzo Paluzzi Altieri degli Albertoni
- Papa Benedetto XIII
- Papa Benedetto XIV
- Cardinale Enrico Enriquez
- Arcivescovo Manuel Quintano Bonifaz
- Cardinale Buenaventura Córdoba Espinosa de la Cerda
- Cardinale Giuseppe Maria Doria Pamphilj
- Papa Pio VIII
- Papa Pio IX
- Cardinale Gustav Adolf von Hohenlohe-Schillingsfürst
- Arcivescovo Salvatore Magnasco
- Cardinale Gaetano Alimonda
- Cardinale Agostino Richelmy
- Vescovo Giuseppe Castelli
- Vescovo Carlo Allorio
- Cardinale Antonio Poma
- Vescovo Paolo Magnani
- Vescovo Angelo Daniel
- Arcivescovo Dino De Antoni

## Araldica
| Stemma | Blasonatura |
| ------ | --- |
|        | D'azzurro, al cesto contenente sei pani, il tutto d'oro, accompagnato nella punta da un delfino d'argento, posto in fascia, e nel capo da tre stelle di 8 punte d'oro, ordinate in fascia. Lo scudo risulta accollato ad una croce astile patriarcale d'oro e timbrato da un cappello di verde, con cordoni e fiocchi dello stesso, in numero di venti, disposti dieci per parte, in quattro ordini di 1, 2, 3, 4. Sotto lo scudo, nella lista bifida e svolazzante d'azzurro, il motto in lettere maiuscole di nero: domino servientes. |